# Dianthus talyschensis
Dianthus talyschensis är en nejlikväxtart som beskrevs av Pierre Edmond Boissier och Buhse. Dianthus talyschensis ingår i släktet nejlikor, och familjen nejlikväxter. Inga underarter finns listade i Catalogue of Life.